# Sebastiano Ziani

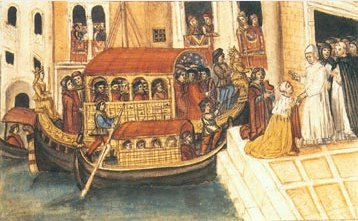
O doge Sebastiano Ziani a desembarcar do Bucentauro para o Convento da Caridade. Miniatura.

Sebastiano Ziani (1170-1229, também escrito Sebastian Ziani) foi o 39.º Doge de Veneza, de 1172 a 1178. 
Durante o seu curto mandato como doge, Sebastiano Ziani dividiu a cidade-estado de Veneza em vários bairros. Notou que a sede do governo era demasiado próxima dos estaleiros, e por isso era afetada pelo barulho da construção e reparação naval. Ziani resolveu o problema concedendo uma área para a relocalização dos estaleiros.
Recebeu visitas do Papa Alexandre III, do imperador Frederico I, e uma delegação de Guilherme II da Sicília para a assinatura do Tratado de Veneza em julho de 1177. Foi casado com uma mulher chamada Cecilia e foi pai do doge Pietro Ziani, que governou de 1205 a 1229.